# Jagdstaffel 35
La Jagdstaffel 35 (in tedesco: Königlich Bayerische Jagdstaffel Nr 35, abbreviato in Jasta 35) era una squadriglia (staffel) da caccia della componente aerea del Deutsches Heer, l'esercito dell'Impero tedesco, durante la prima guerra mondiale (1914-1918).

## Storia
La Jagdstaffel 35 venne fondata il 14 dicembre 1916 presso il centro di addestramento FEA 6, ma divenne operativa a partire dal marzo del 1917 andando ad operare nel settore dell'Armee-Abteilung B. Ottenne la sua prima vittoria aerea lo stesso giorno in cui perse il suo primo Staffelführer (comandante), il 14 aprile 1917. Dopo la morte in combattimento del suo secondo comandante, i successivi leader furono portati dall'esterno. In particolare fu trasferito qui Ludwig Hanstein dalla Jasta 16 e Otto Fuchs e Rudolf Stark dalla Jasta 77. Dal mese di luglio fino a dicembre del 1917 fu spostata a sostegno della 4ª Armata entrando a far parte del Jagdgruppe II sotto il comando di Otto Schmidt ed insieme alla Jasta 5, Jasta 37 e alla Jasta 46. Nel marzo del 1918 venne trasferita nel Jagdgruppe 8 sotto il comando di Eduard Ritter von Schleich raggiungendo le Jasta 23, Jasta 32 e Jasta 59 che era posta a supporto della 17ª Armata. Rimase nel gruppo fino al settembre del 1918 quando la Jasta 34 prese il suo posto e la squadriglia fu assegnata alla neo formata Jagdgeschwader IV dove rimase fino al termine della guerra. La squadriglia si sciolse dieci giorni dopo la fine della guerra, il 21 novembre 1918, presso il Fliegerersatz-Abteilung (distaccamento di aviazione di riserva) 1 di Schleißheim.
Il Leutnant Rudolf Stark fu l'ultimo Staffelführer (comandante) della Jagdstaffel 35 dall'agosto del 1918 fino alla fine della guerra.
Alla fine della prima guerra mondiale alla Jagdstaffel 35 vennero accreditate 44 vittorie aeree. Di contro, la Jasta 35 perse 10 piloti di cui 4 in incidenti aerei, 9 furono feriti in azione e 2 furono fatti prigionieri.

## Lista dei comandanti della Jagdstaffel 35
Di seguito vengono riportati i nomi dei piloti che si succedettero al comando della Jagdstaffel 35.
| Grado    | Nome             | Periodo                             |
| -------- | ---------------- | ----------------------------------- |
|          | Herbert Theurich | 4 marzo 1917 - 14 aprile 1917       |
|          | Otto Dessloch    | 15 aprile 1917 - 29 giugno 1917     |
|          | Otto Deindl      | 29 giugno 1917 - 21 luglio 1917     |
|          | Otto Dessloch    | 22 luglio 1917 - 24 settembre 1917  |
| Leutnant | Ludwig Hanstein  | 24 settembre 1917 - 20 gennaio 1918 |
|          | Bruno Justinius  | 20 gennaio 1918 - 30 gennaio 1918   |
|          | Franz Dieme      | 30 gennaio 1918 - 4 marzo 1918      |
|          | Ludwig Hanstein  | 4 marzo 1918 - 21 marzo 1918        |
|          | Franz Dieme      | 21 marzo 1918 - 21 aprile 1918      |
|          | FOtto Fuchs      | 21 aprile 1918 - 7 luglio 1918      |
| Leutnant | Rudolf Stark     | 7 luglio 1918 - 28 luglio 1918      |
|          | Gratzn           | 28 luglio 1918 – 8 agosto 1918      |
| Leutnant | Rudolf Stark     | 8 agosto 1918 - 11 novembre 1918    |

## Lista delle basi utilizzate dalla Jagdstaffel 35
- Grossenhain, Germania: 7 gennaio 1917 – 1 marzo 1917
- Colmar Nord: 4 marzo 1917 – 12 aprile 1917
- Ensisheim, Germania: 12 aprile 1917 – 7 maggio 1917
- Habsheim, Germania: 7 maggio 1917 – 21 luglio 1917
- Ichteghem-Vyver: 21 luglio 1917 – 18 settembre 1917
- Aertrycke: 18 settembre 1917 – 30 novembre 1917
- Prémont, Francia: 30 novembre 1917 – 7 febbraio 1918
- Émerchicourt, Francia: 7 febbraio 1918 – 28 marzo 1918
- Favreuil: 28 marzo 1918 – 18 aprile 1918
- Cambrai – Épinoy Air Base: 18 aprile 1918 – 28 agosto 1918
- Lieu-Saint-Amand: 28 agosto 1918 – 29 settembre 1918
- Bühl, Saarburg, Germania: 29 settembre 1918 – 12 ottobre 1918
- Givry, Mons: 12 ottobre 1918 – 29 ottobre 1918
- Gosselies, Charleroi, Belgio: 29 ottobre 1918 – 11 novembre 1918[2]

## Lista degli assi che hanno prestato servizio nella Jagdstaffel 35
Di seguito vengono elencati i nomi dei piloti che hanno prestato servizio nella Jagdstaffel 35 con il numero di vittorie conseguite durante il servizio nella squadriglia e riportando tra parentesi il numero di vittorie aeree totali conseguite.
| Asso            | Vittorie |
| --------------- | -------- |
| Ludwig Hanstein | 5 (16)   |
| Rudolf Stark    | 5 (11)   |

## Lista degli aerei utilizzati dalla Jagdstaffel 35
- Albatros D.III
- Albatros D.V
- Fokker D.VII
- Pfalz D.XII
- LFG Roland D.VI[1]